# Französische Kriegsgräberstätte la Doua
| Friedhof                                                                 | Friedhof   |
| ------------------------------------------------------------------------ | ---------- |
| Französische Kriegsgräberstätte la Doua (Nécropole nationale de la Doua) |            |
| Land:                                                                    | Frankreich |
| Département:                                                             | Rhône      |
| Ort:                                                                     | La Doua    |
| Einweihung:                                                              | 1954       |

Die Französische Kriegsgräberstätte la Doua (auf Französisch: Nécropole nationale de la Doua oder Cimetière national militaire de la Doua) ist eine Kriegsgräberstätte, die sich in Villeurbanne, am östlichen Stadtrand von Lyon in Frankreich befindet.
Die deutschen Kriegstoten des Zweiten Weltkriegs aus der Region sind auf der Deutschen Kriegsgräberstätte Dagneux, Département Ain, beigesetzt. Sie wurde 1952 angelegt und ist mit rund 20.000 deutschen Soldatengräbern belegt.

## Geschichte
Auf dem Friedhof befinden sich Gräber von Soldaten oder von Mitgliedern der Résistance aus Frankreich oder von Mitgliedern der Alliierten Truppen des Ersten Weltkriegs oder der Alliierten des Zweiten Weltkriegs, die alle für Frankreich starben (Morts pour la France).
Der Ort war Ausbildungsstätte der Französischen Streitkräfte (Forces armées françaises). Während des Zweiten Weltkriegs wurden auf dem Gelände von den deutschen Besatzungstruppen regelmäßig Mitglieder der Résistance, besonders die im Gefängnis Montluc gefangen waren, durch Erschießen hingerichtet.

## Gestaltung

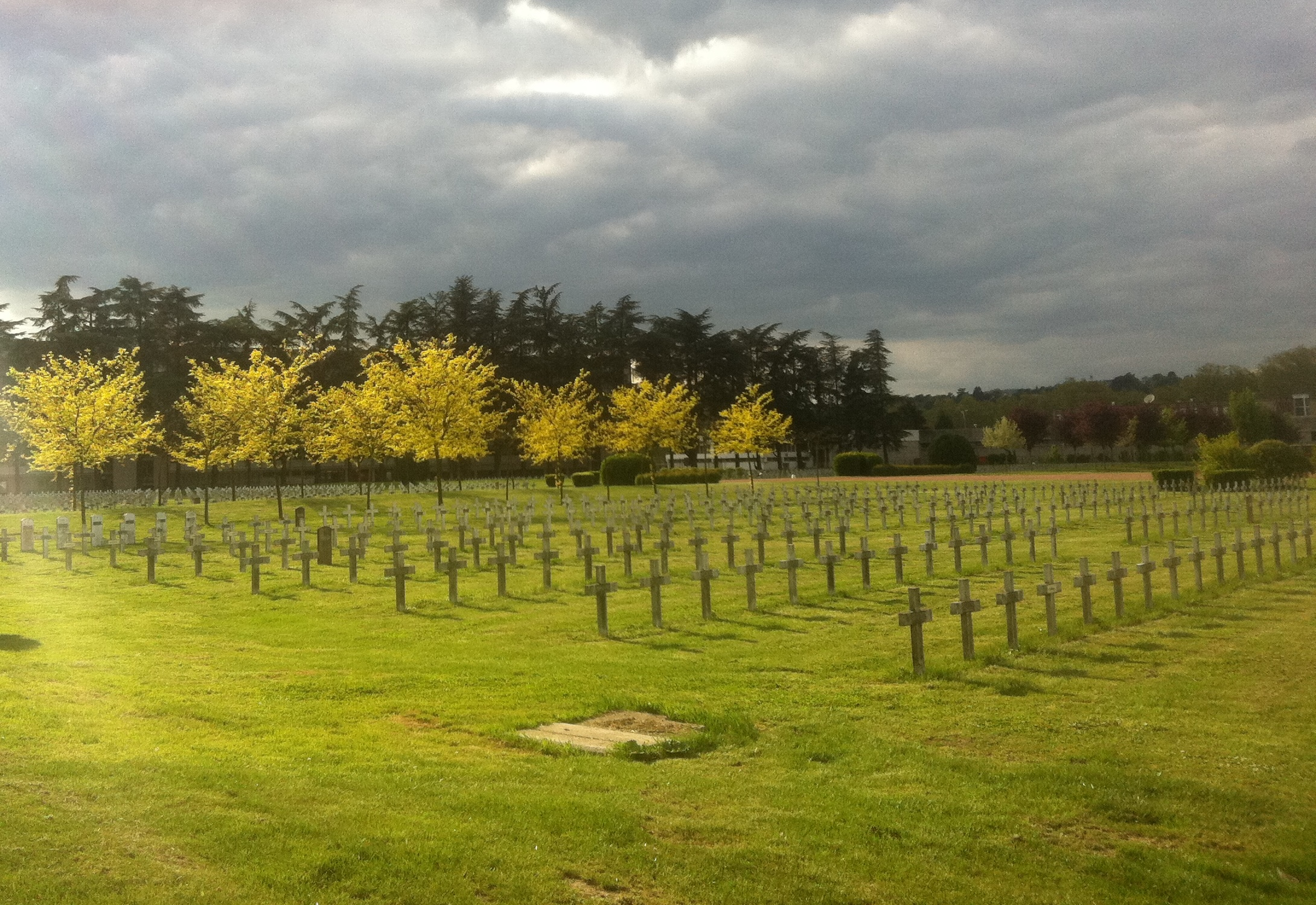
Das Gräberfeld E des Friedhofs

Der Friedhof, der 1954 eingeweiht wurde, ist um einen Gedenkort angelegt, der Erdwall der Erschossenen (« Butte des fusillés ») heißt. Der Friedhof ist in sieben Gräberfelder gegliedert ist: A, B, C, D, E, F und G.

### Der „Erdwall der Erschossenen“
Im September 1945 wurden 77 Tote der Résistance, die von Oktober 1943 bis Juni 1944 hingerichtet wurden, an diesem Ort gefunden. Während der Besetzung Frankreichs durch die Deutschen fanden hier regelmäßig Hinrichtungen statt. Die Mitglieder der Résistance starben im Gewehrfeuer an der Mauer der Erschossenen (« Mur des fusillés »). 60 Tote wurden ihren Familien übergeben. Die restlichen 17 Toten, einige von ihnen unbekannt (Inconnu), wurden auf der anderen Seite des Erdwalls der Erschossenen beigesetzt. Im Jahr 1995 wurde eine Erinnerungstafel an der Mauer der Erschossenen angebracht. Auf ihr wird der 77 umgebrachten Mitglieder der Résistance namentlich gedacht.

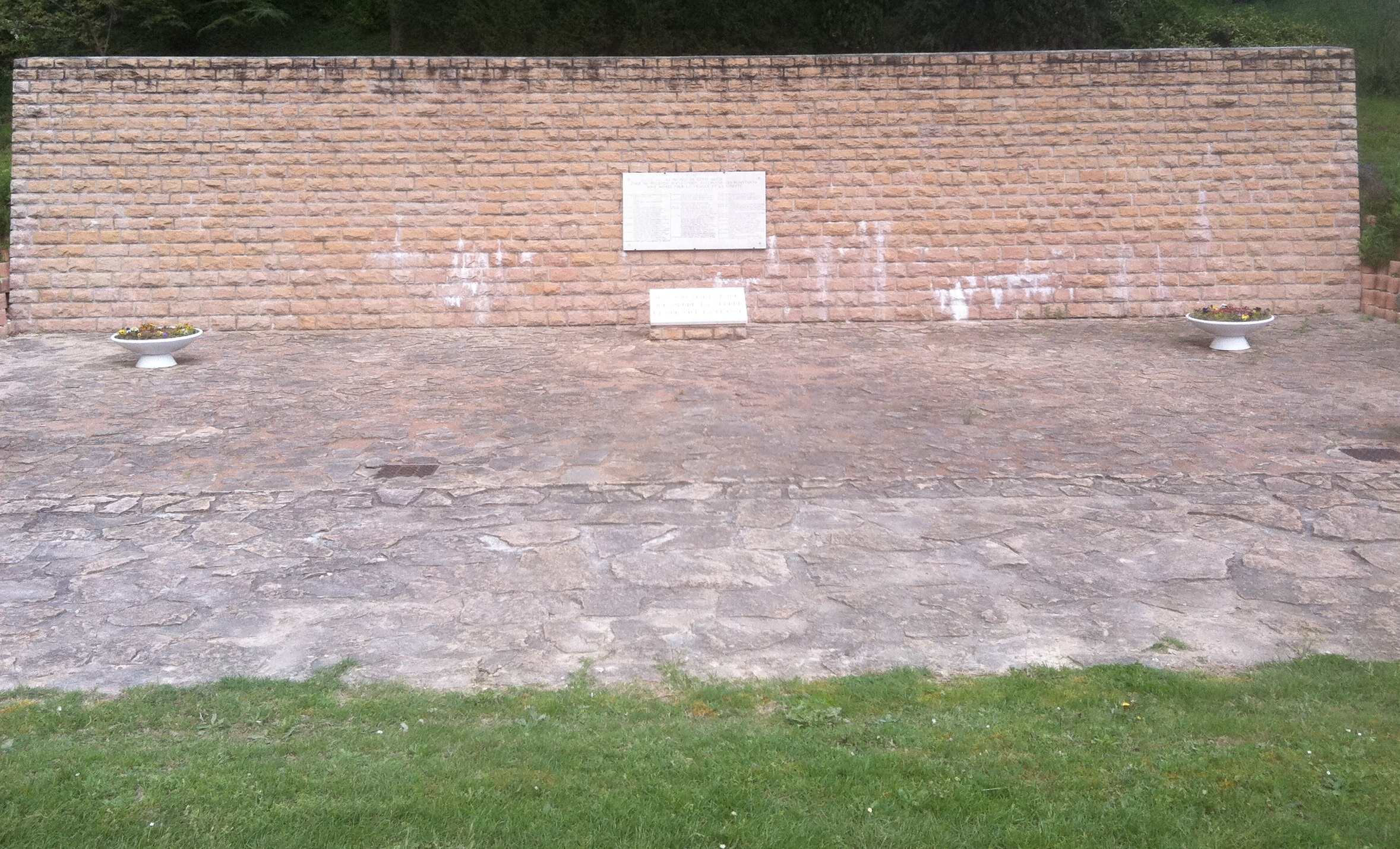
Die Mauer der Erschossenen (« Mur des fusillés »).
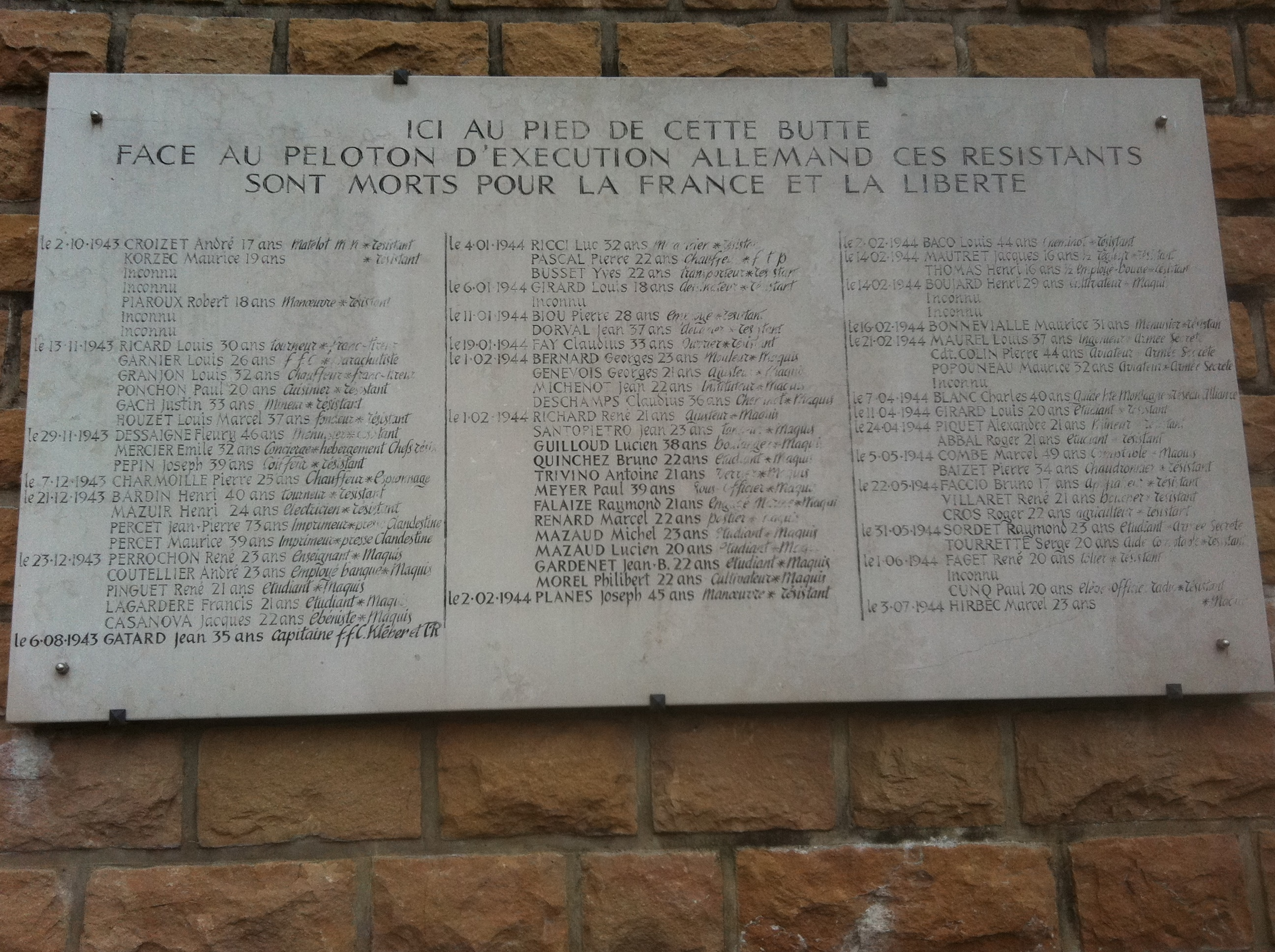
Die Erinnerungstafel, auf der die 77 Mitglieder der Résistance, die erschossen wurden, namentlich aufgeführt sind.
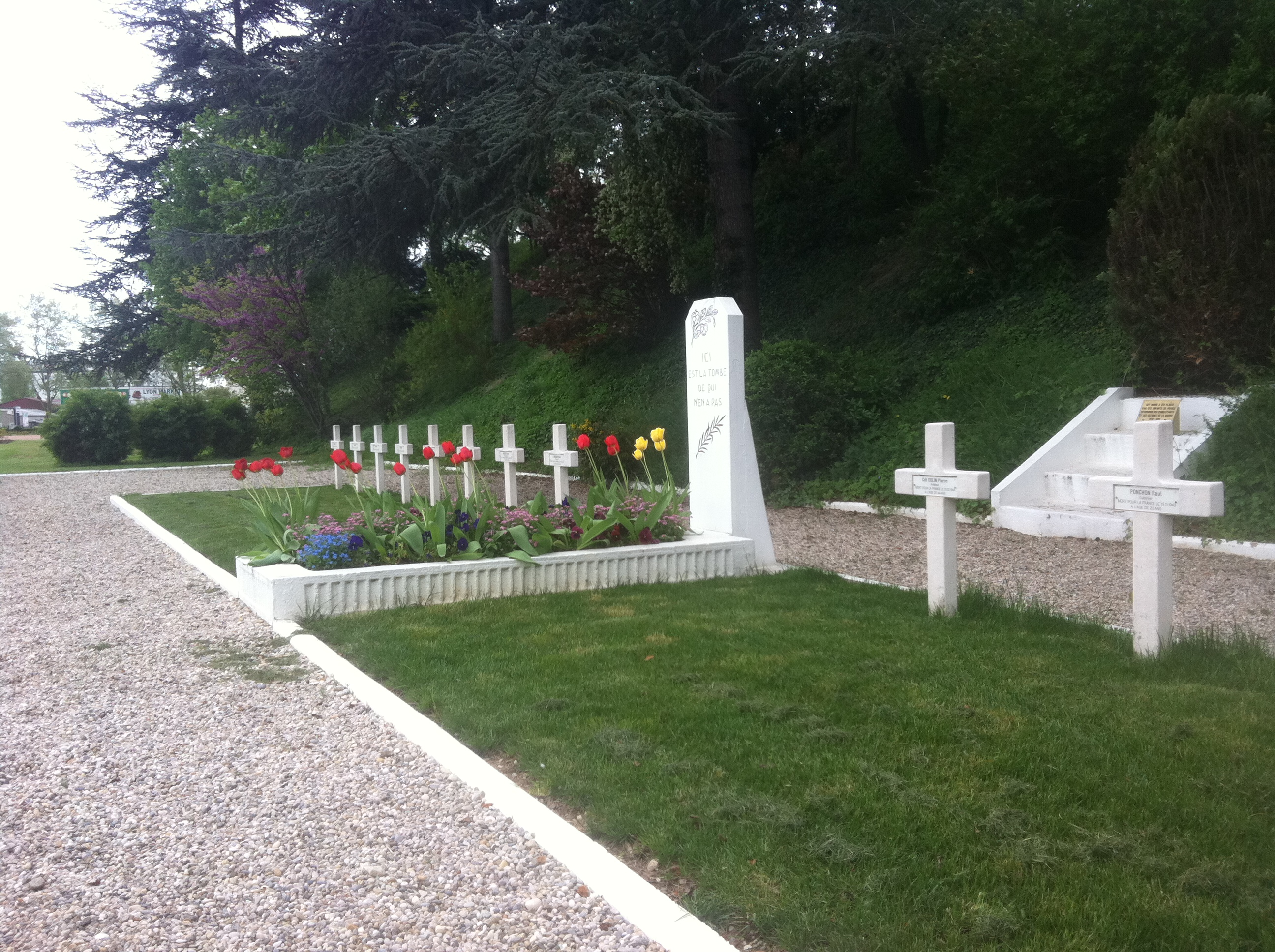
Die Gräber der « 17 » auf der anderen Seite des Erschießungswalls (« Butte des fusillés »).

### Umbettungen

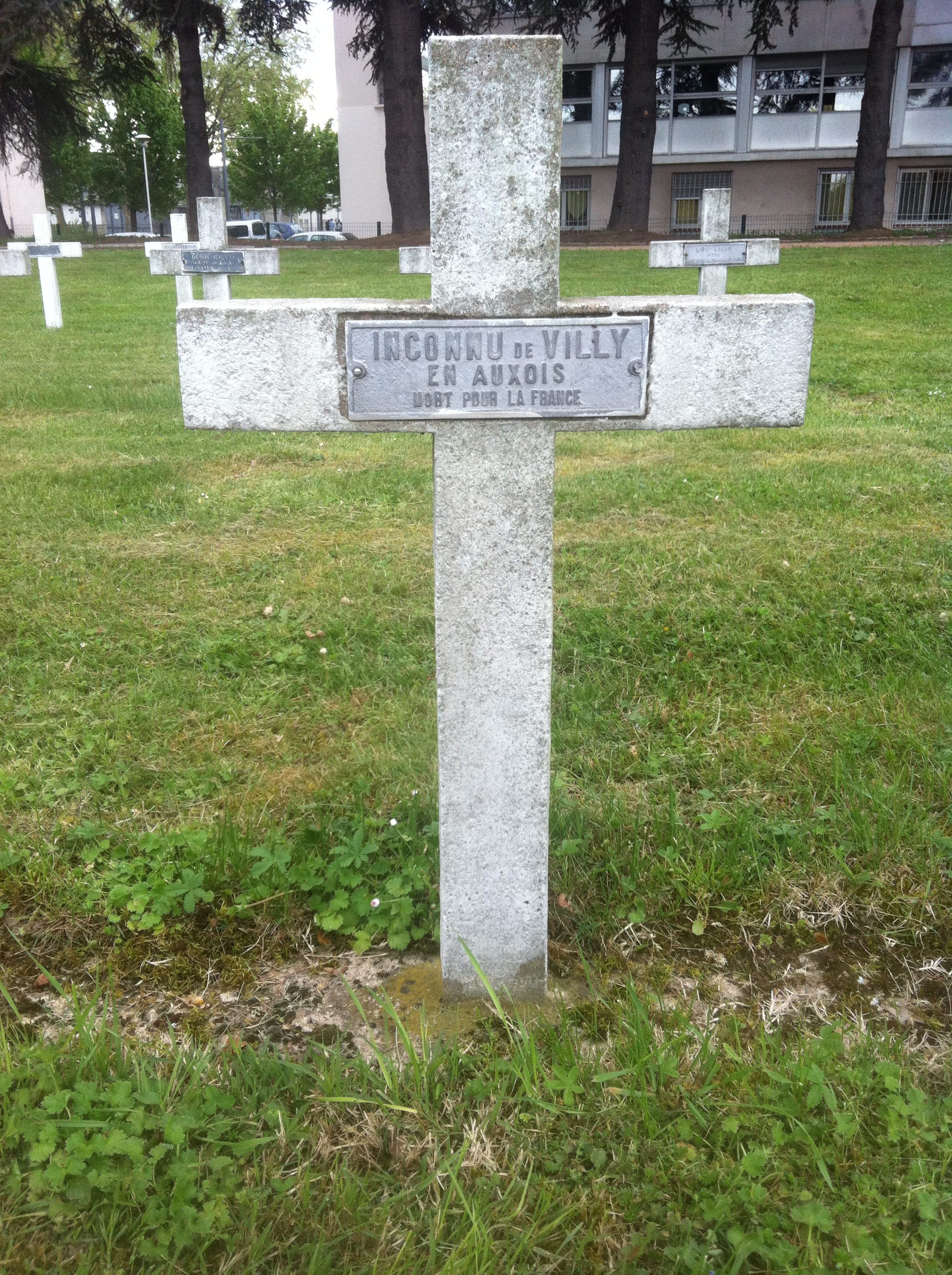
Grab des unbekannten Partisanen (Maquis) von Villy-en-Auxois (Gräberfeld E)

Eine Anzahl von Soldaten des Ersten Weltkriegs und Soldaten oder Mitgliedern der Résistance des Zweiten Weltkriegs wurden aus anderen Grablagen hierher umgebettet:
- Aus kommunalen Grablagen des Ersten Weltkriegs: Zum Beispiel wurden aus dem kommunalen Gräberfeld von Villeurbanne 221 Tote auf die Kriegsgräberstätte von la Doua umgebettet.[1] ;
- Aus Grablagen des Zweiten Weltkriegs: Dies waren Tote, die von Soldatenfriedhöfen der Region[1] oder von kommunalen Gräberfeldern[1] (wo die Mitglieder der Résistance aus den verschiedenen Maquis-Gruppen der Region beigesetzt waren), umgebettet wurden. Manchmal ist der Hinweis auf einem Grabstein Unbekannt (Inconnu)  mit einem Hinweis auf den Ort der Bergung versehen, z. B. der Hinweis auf den Unbekannten von Villy-en-Auxois.

### Islamisches Gräberfeld

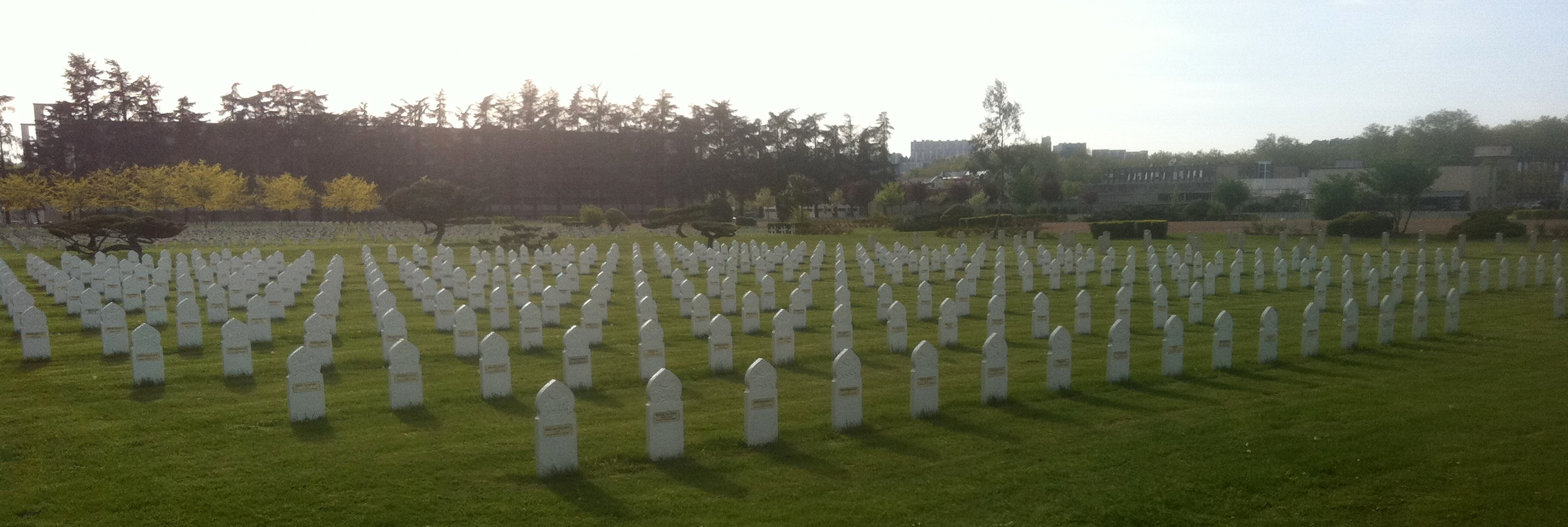
Das Gräberfeld C der Französischen Kriegsgräberstätte la Doua.

Das Gräberfeld C des Friedhofs umfasst ungefähr 200 Gräber von islamischen Soldaten des Ersten Weltkriegs.

### Eisenbahnunfall von Saint-Michel-de-Maurienne
Im Jahr 1961 wurden die sterblichen Überreste von mehr als 450 Soldaten hierher überführt. Sie waren beim Eisenbahnunfall von Saint-Michel-de-Maurienne am 12. Dezember 1917 gestorben.

## Bekannte beigesetzte Personen

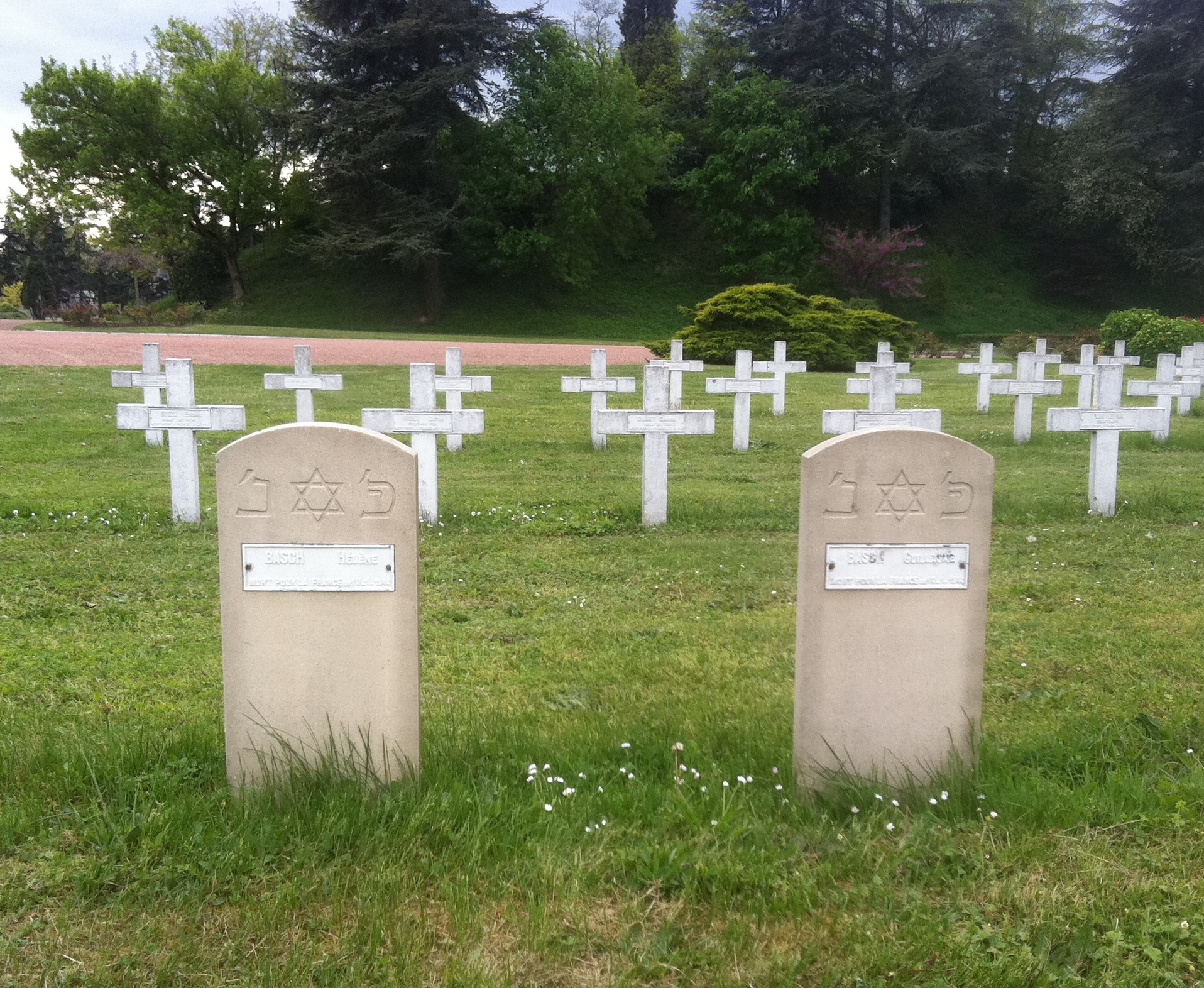
Die Gräber von Hélène und Victor Basch.

- Hélène Basch und Victor Basch
- Jacques Trolley de Prévaux
- André Bollier
- Gustave André
- Tola Vologe
- Pierre Bernheim[4]